# Cyclisme aux Jeux des petits États d'Europe 2011
Navigation
Édition précédente Édition suivante
Les compétitions de cyclisme des Jeux des petits États d'Europe 2011 se sont déroulées du 31 mai au 3 juin 2011, au Liechtenstein.

## Résultats

### Course en ligne
| Compétition | Or                           | Or                 | Argent                       | Argent             | Bronze                         | Bronze             |
| ----------- | ---------------------------- | ------------------ | ---------------------------- | ------------------ | ------------------------------ | ------------------ |
| Hommes      | Bob Jungels Luxembourg       | 2 h 36 min 26 s 82 | Stefan Küng Liechtenstein    | 2 h 38 min 35 s 82 | Pit Schlechter Luxembourg      | 2 h 38 min 35 s 94 |
| Femmes      | Christine Majerus Luxembourg | 1 h 53 min 56 s 74 | Daniela Veronesi Saint-Marin | 1 h 53 min 56 s 86 | Nathalie Lamborelle Luxembourg | 1 h 53 min 56 s 95 |

### Contre-la-montre
| Compétition | Or                     | Or             | Argent                    | Argent         | Bronze               | Bronze         |
| ----------- | ---------------------- | -------------- | ------------------------- | -------------- | -------------------- | -------------- |
| Hommes      | Bob Jungels Luxembourg | 30 min 17 s 28 | Stefan Küng Liechtenstein | 31 min 29 s 58 | Tom Thill Luxembourg | 31 min 32 s 96 |

### VTT
| Compétition | Or                           | Or                 | Argent                     | Argent             | Bronze                    | Bronze             |
| ----------- | ---------------------------- | ------------------ | -------------------------- | ------------------ | ------------------------- | ------------------ |
| Hommes      | Vassílis Adámou Chypre       | 1 h 19 min 19 s 18 | Mários Athanasiádis Chypre | 1 h 21 min 36 s 53 | Gusty Bausch Luxembourg   | 1 h 22 min 10 s 66 |
| Femmes      | Daniela Veronesi Saint-Marin | 1 h 16 min 09 s 84 | Margot Moschetti Monaco    | 1 h 21 min 55 s 36 | Antri Christoforou Chypre | 1 h 23 min 04 s 33 |

## Tableau des médailles
| Rang  | Nation        | Or | Argent | Bronze | Total |
| ----- | ------------- | -- | ------ | ------ | ----- |
| 1     | Luxembourg    | 3  | 0      | 4      | 7     |
| 2     | Chypre        | 1  | 1      | 1      | 3     |
| 3     | Saint-Marin   | 1  | 1      | 0      | 2     |
| 4     | Liechtenstein | 0  | 2      | 0      | 2     |
| 5     | Monaco        | 0  | 1      | 0      | 1     |
| Total | Total         | 5  | 5      | 5      | 15    |